# Tone Hrovat
Tone Hrovat (* 27. květen 1958) je slovinský politik.

## Životopis
V letech 1992 až 2002 byl členem Státní rady RS. Do roku 1997, kdy se stal předsedou Státní rady, byl ředitelem zemědělské školy. V prosinci 1997 byl zvolen předsedou Státní rady, když zvítězil nad Veljko Rusem. Ve funkci byl potvrzen i v červnu 2000. Ve volbách v listopadu 2002 už nebyl do Státní rady zvolen. Politicky se angažuje v řadách Slovinské lidové strany.